# Seznam členů Slovenské národní rady po volbách v roce 1964
Toto je seznam členů Slovenské národní rady po volbách v roce 1964, kteří zasedali v tomto nejvyšším zákonodárném sboru Slovenska. Celkem bylo zvoleno 92 poslanců.

## Abecední seznam poslanců
V závorce stranická příslušnost (pokud je známa).

### A–H
- Zoltán Bánský (KSS)
- František Barbírek (KSS)
- Jozef Bednár
- Ján Belovický
- Ľudovít Benada (KSS)
- Matej Berník (KSS)
- Anna Bilaninová
- prof. MVDr. CSc. Koloman Boďa (KSS)
- Tibor Bohdanovský[1] (KSS)
- doc. dr. CSc. Peter Colotka (KSS)
- Valentín Czaban
- Vojtech Daubner (KSS)
- Tibor Demmer (KSS)
- František Déneš (KSS)
- Alexander Dubček (KSS)
- Peter Dupej (KSS)
- Irena Ďurišová (KSS)
- Štefan Fábry (KSS)
- plk. Andrej Faglic (KSS)
- František Faraga (KSS)
- Štefan Ferencei (KSS)
- Daniel Futej (KSS)
- Jozef Gajdošík (SSO)
- prof. inž. Dr. Sc. Ján Gonda (KSS)
- Valéria Gulišová
- František Hagara (KSS)
- Ján Harvát (KSS)
- Jozef Haša
- Anna Hirková (KSS)
- Jozef Holička (KSS)
- Stanislav Hollý (KSS)
- dr. h. c. Alexander Horák bezpartijní
- Vincent Horváth
- Martin Hraško (SSO)
- Michal Hrib bezpartijní
- inž. Miloslav Hruškovič (KSS)
- Ján Humeník (KSS)

### CH–R
- Michal Chudík (KSS)
- Ján Janík (KSS)
- Emília Janíková (KSS)
- doc. Vasil Kapišovský (KSS)
- Ondrej Klokoč (KSS)
- inž. Jaroslav Knížka (KSS)
- Ladislav Kompiš (KSS)
- Ján Koscelanský (KSS)
- Vincenc Krahulec (KSS)
- Jozef Kríž (KSS)
- Ernest Križan
- Mária Kudryová (KSS)
- Helena Kunovská
- Ladislav Leco (SSO)
- Ján Lichner (SSO)
- Mária Lorenčíková
- dr. Matej Lúčan (KSS)
- Augustín Machata (KSS)
- Jozef Malina (SSO)
- Ján Marejka
- inž. Ján Marko (KSS)
- Ján Mešťánek
- Vojtech Mihálik (KSS)
- Ján Minárik (KSS)
- Emília Muríňová (KSS)
- Elena Pastorková bezpartijní
- Ján Paško (KSS)
- inž. Emil Píš (KSS)
- pplk. Ladislav Pittner
- Ervín Polák (KSS)
- Justín Polák
- Margita Potočková (KSS)
- Anton Prečuch (KSS)
- Ľudovít Retkes (KSS)

### S–Z
- CSc. Michal Sabolčík (KSS)
- gen. mjr. Ján Strcula (KSS)
- Terézia Strmenská (KSS)
- Ondrej Súlety (Strana slobody)
- Július Szaniszló bezpartijní
- Viliam Šalgovič (KSS)
- Františka Šimegová bezpartijní
- Ján Štencl (KSS)
- Emília Štifterová bezpartijní
- Anton Ťažký (KSS)
- Karol Tomaškovič
- Vojtech Török (SSO)
- Štefan Trstenský
- Veronika Tuščáková
- Vilma Vaculová bezpartijní
- Jozef Viktor
- inž. Petronela Višňovcová (KSS)
- Vilma Zacharová (KSS)
- MUDr. CSc. Vladimír Zvara (KSS)
- Michal Žákovič (Strana slobody)
- Šimon Žbirka (KSS)

* Poznámka: Jen poslanci zvolení do SNR ve volbách 1964, náhradníci a poslanci zvolení do SNR v doplňovacích volbách v následujících letech nejsou v seznamu zahrnuti.